# 이따미조선초급학교
이따미조선초급학교(일본어: 伊丹朝鮮初級学校 이타미 조선 초중급학교[*])는 일본 이타미시에 위치한 조선학교이다.

## 연혁
- 1945년 9월 18일 - 국어 강습소 개설
- 1946 ~ 48년 - 통합 등을 거쳐 아사리카와베 초등학교로 변경
- 1949년 - 조선학교 폐쇄령으로 일시 폐쇄
- 1950년 - 이타미 시립 간즈 초등학교 구와즈 분교
- 1966년 - 현교명으로 변경
- 1969년 - 강변조선초급학교 통합
- 2002년 - 다카라즈카 조선 초급학교 통합

## 학과
- 초급부
- 유치반